# Zhìyǐ
Zhìyǐ Tiāntái Dàshī (智顗 天台 大師, anche: Chih-i, Tche-yi, 智者 Zhìzhě; coreano: 지의, Jiui o 지자, Jija; giapponese: Chigi o Chisha; Hubei, 538 – Monti Tiantai, 597) è stato un monaco buddista cinese, Patriarca della scuola Tiāntái.
Ventiseiesimo patriarca della scuola buddista cinese Tiāntái (天台宗, giapponese Tendai), secondo il lignaggio che segue la lista dei ventitré patriarchi indiani indicati nel Fù fǎzàng yīnyuán zhuàn (付法藏因緣傳, coreano Bubeopjang-inyeon, giapponese Fuhōzōin'enden, Trasmissione del tesoro del Dharma, T.D. 2058.50) tradotto, secondo la tradizione, dal sanscrito al cinese da Jíjiāyè (吉迦夜, Kekaya or Kiïkara?, date non disponibili) e da Tányào (曇曜, intorno al 450-490) nel 472 e a cui, nel VI secolo, furono aggiunti i tre patriarchi cinesi: Huìwén (慧文, V secolo), Huìsī (南嶽, 515-577) e Zhìyǐ.
Zhìyǐ è comunque considerato il vero fondatore della scuola Tiāntái avendone eretto il primo monastero sull'omonima catena montuosa situata nella provincia cinese dello Zhèjiāng.

## La vita e le opere
Zhìyǐ (il suo biǎozì era 德安, pinyin: Déān) nacque nel 538 a Jingzhou (oggi Hubei, situata nella provincia dello Hunan), figlio di un funzionario della Dinastia Liang meridionale (502-557) di nome Chén Qǐzǔ ((陳起祖). Secondo alcune cronache monastiche e secondo il Tiāntái Zhìzhě Dàshī biézhuán (天台智者大師別伝, coreano Cheontae Jijadaesa byeonjeon, giapponese Tendai Chishadaishi betsuden), la biografia redatta dal suo principale discepolo ed erede nel Dharma, Guàndǐng (灌頂, 561-632), Zhìyǐ all'età di sei anni ascoltò in un tempio la recitazione del Guānyin jīng (觀音經, Sutra di Avalokiteśvara, XXV capitolo del Sutra del Loto, giapponese: Kan'nongyō) e ne fu profondamente impressionato; tale evento segnò il resto della sua vita. La sua famiglia decadde durante le guerre dinastiche e Zhìyǐ perse entrambi i genitori durante il conflitto; all'età di diciotto anni entrò come novizio nel tempio di Guoyan (果願寺, oggi nel Distretto di Xiangzhou) contro la volontà del fratello maggiore, Chén Zhen, all'epoca alto ufficiale dell'esercito. Nel tempio di Guoyan studio sotto il maestro Huìkuàng (慧曠).

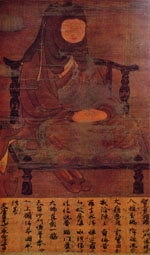
Zhìyǐ (giapponese: Chigi o Chisha) in un antico dipinto giapponese.

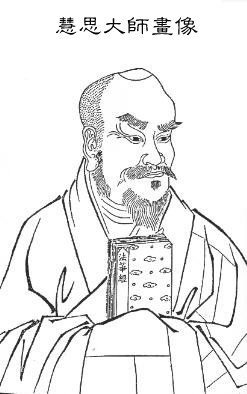
Huìsī (慧思, 515-577), maestro di Zhìyǐ.

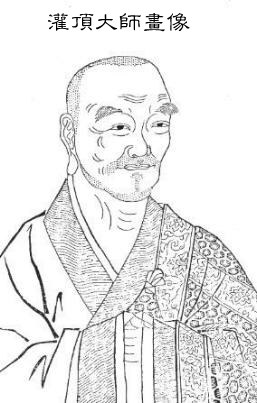
Guàndǐng (灌頂, 561-632), allievo e successore di Zhìyǐ.

Dopo un periodo nel monastero del Monte Daxian (大賢山, Dàxián shān nello Hengzhou,), all'età di ventitré anni Zhìyǐ raggiunse il monastero del Monte Dasu (大蘇山, Dàsū shān, nello Henan) dove insegnava Nányuè Huìsī (南岳慧思, 515-577) venticinquesimo patriarca secondo il lignaggio Tiāntái.
Huìsī conferì la piena ordinazione monastica a Zhìyǐ e ne divenne il maestro avviandolo all'approfondimento del Saddharmapuṇḍarīkasūtra (Sutra del Loto, cinese 妙法蓮華經 Miàofǎ Liánhuā Jīng, giapponese Myōhō Renge Kyō, conservato nel Fǎhuābù), del Mahāyāna Mahāparinirvāṇasūtra (Grande sutra mahayana della totale estinzione, cinese 大般泥洹經 Dà bān níhuán jīng, giapponese Dainehankyō, conservato nel Nièpánbù) e del Buddhavataṃsakasūtra o Avataṃsakasūtra (Sutra della ghirlanda preziosa, cinese 華嚴經 Huāyán jīng, giapponese Kegon kyō, conservato nel Huāyánbù). Insegnandogli in particolar modo le tecniche meditative del fǎhuā sānmèi (法華三昧, giapponese hokke zanmai, Samadhi del Loto) tipiche della scuola Tiāntái.
Secondo la tradizione, Zhìyǐ ottenne il profondo “risveglio” quattordici giorni dopo l'incontro con Huìsī, “risveglio” che fu subito riconosciuto dal suo maestro che lo nominò suo erede nel Dharma. Zhìyǐ rimase con Huìsī sul Monte Dasu per altri sette anni. Lo scoppio di un'ulteriore guerra dinastica separò nel 567 il maestro dall'allievo: Huìsī tornerà al monastero di Nányuè (南岳, meglio conosciuto come Tempio del Monte Heng, 南岳大庙, attualmente nello Henan) da dove era partito anni prima e lì morirà all'età di sessantadue anni.
Zhìyǐ invece si dirigerà verso Nanchino (capitale della dinastia Chen meridionale, 557-589), risiedendo nel tempio di Wǎguān (瓦官寺, Wǎguānsì) per otto anni, dove tenne una prima serie di lezioni sul Sutra del Loto, poi raccolta nel  Fajie cidi chumen (giapponese Hokkai shidai hatsumon ).
Nel 575, all'età di trentotto anni, Zhìyǐ sentì la necessità di tornare alla vita meditativa e decise di dirigersi verso una catena montuosa isolata e selvaggia, denominata Tiāntái (天台, Terrazza celeste), situata a sud di Nanchino, sul versante costiero della provincia dello Zhejiang. Lì Zhìyǐ praticò la meditazione sulla vetta più alta della catena, il Monte Huading (华顶山). Presto raggiunto da alcuni seguaci, e grazie alla fama spirituale che ne seguì, nel 577 l'imperatore della Dinastia Chen (557-589), Xuān (宣, conosciuto anche come Chén Xù, 陳頊, regno: 568-82) promulgò un editto che destinava le entrate della Prefettura di Shifeng al monastero Tiāntái. Parte di questi finanziamenti furono utilizzati da Zhìyǐ anche per convincere i pescatori del luogo a cambiare attività economica, la quale consisteva nella continua uccisione di esseri viventi.
Nel 584, Zhìyǐ fu raggiunto sui monti Tiāntái da un giovane monaco di Zhang'an (oggi nello Zhejiang), Guàndǐng (灌頂, 561-632), che diventò il suo principale discepolo e il suo successore nel lignaggio Tiāntái.
Dopo dieci anni passati sulle vette, nel 585 fu convinto dall'imperatore Hòu Zhǔ (後主, conosciuto anche come Chén Shúbǎo, 陳叔寶, ultimo imperatore della dinastia Chen, regno: 582-89) a rientrare a Nanchino. Accompagnato da Guàndǐng, a Nanchino Zhìyǐ tenne una seconda serie di lezioni sul Sutra del Loto, successivamente raccolta nel Miàofǎliánhuājīng wénjù (妙法蓮華經文句, anche Fǎhuā wénjù, Parole del Sutra del Loto, giapponese Myōhōrengekyō mongu, T.D. 1718) dal suo discepolo e che rappresenta la sua prima opera maggiore. Sempre a Nanchino vi fu l'incontro tra Zhìyǐ e Zhìkǎi (智鎧, 533-610) al quale Zhìyǐ insegnò la tecnica meditativa dello zhǐguān (止觀) e la devozione al Sutra del Loto.
Nel 588 Nanchino fu attaccata dalle armate settentrionali della neonata Dinastia Sui (già Dinastia Zhou settentrionale) e Zhìyǐ, Guàndǐng e Zhìkǎi si diressero prima sul Monte Lu (廬山 Lú shān, dove Zhìkǎi si fermò) poi al tempio di Nányuè dove era risieduto, fino alla morte, il suo maestro Huìsī. Dopo il rovesciamento della Dinastia Chen, Zhìyǐ si recò a Dangyang (nello Hubei) e vi fondò il tempio Yuquan (玉泉寺) sull'omonimo monte, dove tenne altre lezioni sul Sutra del Loto raccolte, sempre da Guàndǐng, nel Miàofǎ liánhuā jīngxuán yì (妙法蓮華經玄義, anche Fǎhuā xuányì , Il profondo significato del Sutra del Loto della Legge meravigliosa, giapponese Myōhō renge kyōgen gi, T.D. 1716, 33.618-815), la seconda delle sue opere maggiori.
L'anno successivo, 594, espose la sua terza opera maggiore il Móhē Zhǐguān (摩訶止觀, Grande trattato di calma e discernimento, giapponese Maka Shikan, T.D. 1911). Tornò quindi al monastero del monte Tiantai, dove morì nel 597 all'età di cinquantanove anni, dopo aver impartito i suoi ultimi insegnamenti raccolti nel Guānxīn lùn (觀心論, Vedere la mente, giapponese Kanjin ron, T.D. 1920, 46.584-587).
Mentre era ancora in vita, il primo imperatore della dinastia Sui, Wén (文, conosciuto anche come Yáng Jiān, 揚堅, regno: 581-604), lo insignì del titolo di Zhìzhě dàshī (智者大師, Maestro Sapiente); dopo la sua morte, in epoca Tang, ricevette l'appellativo di Tiāntái dàshī (天台大師, Grande Maestro Tiāntái).

## La rivelazione delMiàofǎ Liánhuā Jīnge la dottrina delloyuánróng sāndì
Gli aspetti più interessanti della dottrina buddista insegnata da Zhìyǐ, e che rappresentano il cuore dell'insegnamento della scuola Tiāntái, si fondano su un originale sviluppo della scuola indiana dei Mādhyamika promossa da Nāgārjuna nel II secolo.
Questa dottrina, denominata della Triplice verità (cinese 圓融三諦 yuánróng sāndì, giapponese enyū santai) sostiene che dal punto di vista della Verità assoluta (sanscrito paramārtha-satya o śūnyatā-satya, cinese 空諦 kōngdì, giapponese  kūtai) tutta la Realtà che ci appare è vuota di proprietà inerente: essa è impermanente dal punto di vista temporale e, nel contempo, non c'è un fenomeno che non dipenda dagli altri fenomeni. Questa vacuità (sanscrito śūnyatā, cinese 空 kōng, giapponese kū) si poggia tuttavia sulla Verità convenzionale (sanscrito saṃvṛti-satya, cinese 假諦  jiǎdì, giapponese ketai) dove i singoli fenomeni vengono percepiti nella loro unicità. La sintesi esperienziale di queste due Verità, apparentemente contraddittorie, porta alla realizzazione della terza verità, la Verità di mezzo (sanscrito mādhya-satya, cinese 中諦 zhōngdì, giapponese chūtai).
È evidente l'originalità di questa posizione rispetto allo sviluppo dottrinale contemporaneo della scuola dei Madhyamika indiana (in particolare con l'opera di Candrakīrti) dove invece veniva chiaramente indicata la prevalenza della Verità assoluta (paramārthasatya) come 'vera' realtà delle cose, rispetto alla Verità convenzionale (samvrtisatya), una 'verità' solamente funzionale, strumentale, che non corrisponde alla vera Realtà che è sempre e comunque vacuità (śūnyatā). Tale posizione viene interpretata da Zhìyǐ come una possibile lettura nichilista della dottrina del Buddha Śākyamuni.
L'insegnamento di Zhìyǐ della Triplice verità legge il mondo fenomenico (la Verità convenzionale) nella Verità ultima per cui anche la mondanità, se ben compresa alla luce della Triplice Verità, non è distinta ed appartiene proprio alla Verità ultima, in quanto tutte le cose e tutta la Realtà additano l'Illuminazione. Grazie a questo insegnamento vi è una riconciliazione della bellezza, dell'estetica e in generale di tutte le attività umane, con più ascetici insegnamenti buddisti sulla verità. Così la poesia, ad esempio, può essere considerata come un mezzo che conduce al perfezionamento spirituale. La contemplazione della poesia è semplicemente contemplazione del Dharma. Ciò può essere affermato per ogni altra forma d'arte, di studio e di attività.
La traccia di questo percorso di svelamento della Realtà, secondo la scuola Tiāntái, ha inizio con l'opera di Huìwén (慧文, vissuto intorno alla metà del VI secolo, di lui non rimane alcuna opera) a cui la tradizione dà il merito di aver, per primo, intuito la 'simultaneità delle tre consapevolezze': consapevolezza della vacuità di ogni fenomeno, consapevolezza della sua unicità provvisoria e quindi consapevolezza unita di vacuità e unicità provvisoria di ogni fenomeno o suoi insiemi. All'opera di Huìwén segue quella di Huìsī (南嶽, 515-577, si conservano di lui diverse opere), grande cultore del Sutra del Loto (sanscrito Saddharmapundarīkasūtra, cinese 妙法蓮華經 Fǎhuā jīng o Miàofǎ Liánhuā Jīng, giapponese Myōhō renge kyō o Hokkekyō, è conservato nel Fǎhuābù). Huìsī intuisce nel simbolo del Loto, che non ha fiore che non produca frutti, una metafora della stessa vita. Non c'è vita che non si poggi sulla buddità, sulla natura di Buddha. Quando la vita si esprime nelle condotte esse stesse non possono che condurre verso la stessa buddità. Ogni azione è azione della natura di Buddha e conduce alla buddità stessa, questo anche quando colui che agisce non ne è consapevole. La dottrina delle 'Tre consapevolezze' di Huìwén unita alle intuizioni di Huìsī sul Sutra del Loto, con particolare riguardo al II capitolo dove vengono elencate le dieci talità della Realtà ognuna vista contemporaneamente nella sua vacuità e unicità provvisoria, portano Zhìyǐ ad esprimere la prima dottrina compiuta della scuola Tiāntái.
È da tener presente il fondamentale ruolo del Sutra del Loto nell'insegnamento della scuola Tiāntái, in quanto questo sutra contiene una complessiva reinterpretazione, sotto forma di rivelazione, di tutte le dottrine buddiste all'epoca discusse, sia nell'ambito del Buddismo dei Nikāya (Hīnayāna) sia in quello del Mahāyāna. La lettura che dà di quest'opera Zhìyǐ non è tuttavia una lettura polemica nei confronti degli śrāvaka (聲聞, shēngwèn) e dei pratyekabuddha (緣覺, yuánjué), le due vie Hīnayāna secondo i mahayanisti indiani, bensì esprime la consapevolezza che all'interno di una lettura radicale dell'interdipendenza di tutti i fenomeni, anche i comportamenti ritenuti 'inferiori' da parte dei mahayanisti rivestono un autentico lavoro del Buddha. Questo profondo lavoro ermeneutico da parte Zhìyǐ trova origine nel fatto che, grazie soprattutto all'opera di Kumārajīva (344-413), dei suoi collaboratori e dei suoi discepoli, il Canone buddista cinese conteneva ormai la quasi totalità delle principali opere buddiste indiane. L'origine di tali opere, sutra e commentari, veniva per tradizione attribuita allo stesso Buddha Shakyamuni. Purtuttavia, erano evidenti le contraddizioni tra queste opere. Il Sutra del Loto rileggeva tutti questi insegnamenti fornendo un'organica interpretazione e fornendo un ulteriore e innovativo messaggio di liberazione. Da qui la scelta del Tiantai di farsi portavoce di questa antichissima opera buddista indiana e del suo messaggio rivelatore.

### La dottrina delloyīniàn sānqiān
La lettura del Sutra del Loto alla luce dell'elaborazione, di impronta Mādhyamika, della Triplice verità porta Zhìyǐ a elaborare la dottrina dello yīniàn sānqiān (一念三千, "tremila mondi in un istante di vita", giapponese ichinen sanzen). Questa dottrina esprime un complesso olismo e omnicentrismo radicale che caratterizza l'unicità dell'insegnamento Tiāntái nel panorama delle dottrine buddiste. Essa sostiene che, dal punto di vista del pensiero, tutti i mondi (le singole esperienze e l'individuazione dei singoli oggetti di esperienza) esistono certamente, ma la pratica meditativa consente di scorgerne la loro ambiguità, la loro indeterminatezza. Essi esistono solo in quanto la mente li delimita in modo arbitrario sia dal punto di vista spaziale sia da quello temporale. Visti nella loro continuità temporale e nel loro condizionamento reciproco questi 'mondi' non possono essere considerati che 'vuoti', privi di un'identità inerente. Ma il pensiero, ovvero la vita, non si accontenta della loro vacuità, soffrendo d'altro canto per la loro incostante 'esistenza' (ogni fenomeno appare, esiste e scompare): è l'ambiguità di questi 'mondi' a generare la sofferenza negli esseri senzienti (sanscrito sattva, cinese 衆生 zhòngshēng, giapponese shūjō) ed è il continuo esercizio di consapevolezza dello zhǐguān sulla dottrina dello yīniàn sānqiān e dello yuánróng sāndì (Triplice verità) che può portare, secondo Zhìyǐ la salvezza da questa condizione. Le realtà possibili in un solo pensiero (sanscrito eka-kṣaṇa, cinese 一念 yīniàn, giapponese ichinen) indicati in questa dottrina, sono tremila (sanscrito tri-sāhasra, cinese 三千 sānqiān, giapponese sanzen) in quanto inglobano tutte le condizioni esperibili: 10 sono le condizioni esistenziali Dieci mondi, (十界 cinese shíjiè, giapponese jùkai) che vanno dalla condizione infernale (sanscrito apāya-bhūmi, 地獄 cinese dìyù, giapponese jigoku) vincolato all'odio, alla stato di buddha (佛 cinese  Fó, giapponese butsu), che corrisponde alla realizzazione del nirvana non statico (sanscrito apratiṣṭhita-nirvāṇa, 無住涅槃 cinese wúzhù nièpán, giapponese mujū nehan) proprio di chi realizza la piena illuminazione (sanscrito samyak-saṃbodhi, 正等覺 cinese zhèngděngjué, giapponese shōtōkaku). Tali condizioni esistenziali vanno moltiplicate per sé stesse in quanto tutte queste condizioni, da quella infernale a quella buddica, implicano potenzialmente le altre nove esistenze al loro stesso interno. Queste cento potenziali esistenze vanno poi moltiplicate per le 10 talità (vera natura dei dharma, sanscrito tathātā, 如是實相 cinese rúshì shíxiàng, giapponese nyoze jissō) indicate nel Sutra del Loto e che corrispondono a: caratteristiche, natura, essenza, forza, azione, causa, condizione, retribuzione, frutto e uguaglianza di tutte queste talità tra loro. Questi mille dharma vanno poi moltiplicati per i tre mondi (sanscrito loka, 世 cinese shì, giapponese se) ovvero per i cinque aggregati (sanscrito pañca skandha, 五蘊 cinese wǔyùn, giapponese goun), per gli esseri costituiti dai cinque aggregati (sanscrito sattva, cinese 衆生 zhòngshēng, giapponese shūjō) e per il luogo in cui essi vivono (sanscrito  talima, 地 cinese dì, giapponese ji), raggiungendo il numero di tremila mondi (sanscrito tri-sāhasra, cinese 三千 sānqiān, giapponese sanzen). La vita può manifestarsi in queste tremila condizioni cambiando costantemente anche a seconda dei vissuti della mente, ma questi tremila mondi sono, per la dottrina Tiāntái, tutti immancabilmente vuoti (sanscrito śūnyatā, cinese 空 kōng, giapponese kū) e non sono né esistenti né non esistenti.